# 松本市立錦部小学校
松本市立錦部小学校（まつもとしりつ にしきべしょうがっこう）は、長野県松本市四賀地区（旧四賀村）にあった市立小学校。2013年3月に松本市立四賀小学校に統合された。

## 概要
- 松本市の北側、四賀地区南部、福寿草で有名な地域に位置している。
- 通学区は四賀地区錦部、および四賀地区南部。かつて錦部村が四賀村に合併するときに、そのまま引き継いだ。

2008年時点の児童数は90名。

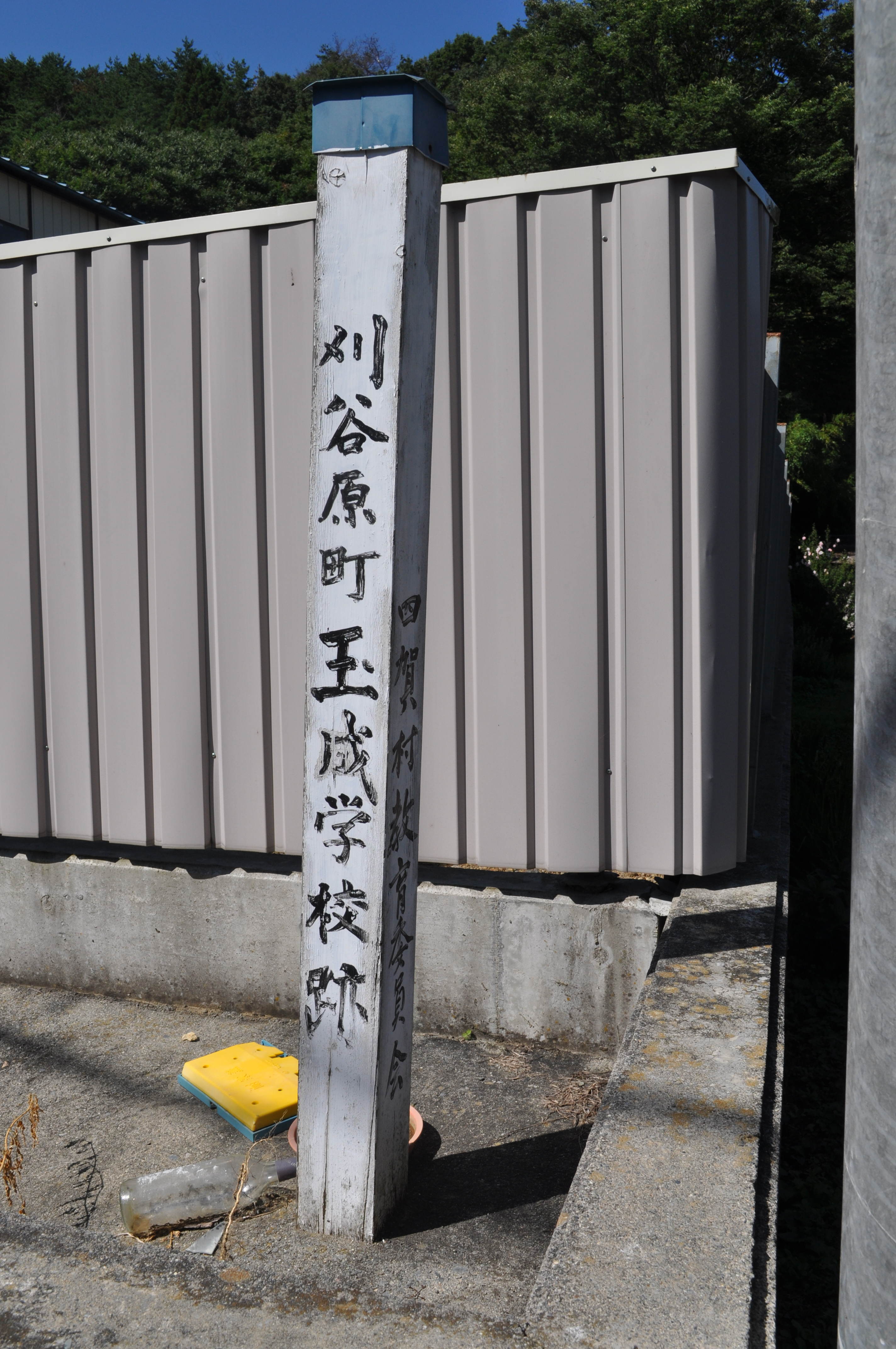
玉成学校跡

学校の前身は1872年（明治5年）4月に開校した七嵐私塾（七嵐、明治6年に煕文学校と改名）、同年7月に開校した玉成学校（刈谷原町）、1873年（明治6年）4月に開校した誠之学校（保福寺町）から130年余りの歴史を持つ。2003年（平成15年）5月現在の生徒数は121名。
2008年7月閉校記念事業準備委員会が発足した。

## 統廃合
村内では長らく旧村単位での小学校を存続してきたが、児童数の減少などから、2010年度（平成22年度）をもって四賀地区の他の3小学校（松本市立会田小学校、松本市立中川小学校、松本市立五常小学校）とともに2011年3月に閉校し、同年4月からは松本市立四賀小学校に統合される予定であった。しかし、四賀小学校建設予定地であった殿村遺跡から中世居館の石垣が出土し、学術調査の結果、遺跡の保存が決定されたため、小学校は代替地に建てられることとなった。これにより、統廃合は予定より2年延長された2012年度（平成24年度）の2013年3月に見送られた。

## 校歌
- 作詞、上條憲太郎、作曲、松本民之助